# 開熙
開熙（かいき）は元末明初、四川での反乱指導者明昇が建てた私年号。1367年 - 1371年。
1366年改元（立年改元）説と1367年改元（踰年改元）説とがあり、『明史』の記述はあいまいだが、李崇智は楊学可『明氏実録』に「明年を以て開熙元年となす」とあることを根拠にして踰年改元説を採用している。

## 西暦・干支・他元号との対照表
| 開熙 | 元年     | 2年      | 3年      | 4年      | 5年      |
| 西暦 | 1367年   | 1368年   | 1369年   | 1370年   | 1371年   |
| 干支 | 丁未     | 戊申     | 己酉     | 庚戌     | 辛亥     |
| 元   | 至正27年 | 至正28年 | 至正29年 | 至正30年 | -        |
| 北元 | -        | -        | -        | -        | 宣光元年 |
| 明   | -        | 洪武元年 | 洪武2年  | 洪武3年  | 洪武4年  |